# الأنصار (أسيوط)
قرية الأنصار هي إحدى القرى التابعة لمركز القوصية في محافظة أسيوط في جمهورية مصر العربية. حسب إحصاءات سنة 2006، بلغ إجمالي السكان في الأنصار 10335 نسمة، منهم 5291 رجل و5044 امرأة.